# Lego Ringenes Herre
Lego Ringenes Herre er en produktlinje produceret af den danske legetøjskoncern LEGO, der blev introduceret i 2012. Temaet er baseret på filmserien Ringenes Herre med licens fra Warner Bros. og New Line Cinema. De første sæt blev udgivet samtidig med udgivelsen af Hobitten (2012) og computerspillet Lego The Lord of the Rings. Efterfølgende sæt har været baseret på filmserien Hobbitten og computerspillet Lego The Hobbit blev udgivet i 2014. Temaet blev udfaset i 2015.
Temaet blev genoplivet i januar 2023 med tre nye sæt med hver to figurer, der blev udgivet som en del af Lego BrickHeadz-temaet. I februar 2023 annoncerede Lego et nyt Rivendell-sæt der ville blive udgivet 8. marts samme år som en del af Lego Icons-temaet.

## Modtagelse
I november 2012 blev sættet 9474 The Battle of Helm’s Deep listet på Top 20 Toys for Christmas af Play.com. I oktober 2013 blev computerspillet Lego The Lord of the Rings listet på BAFTA Kids’ Vote Top 10s.
I september 2022 blev de seks sæt The Battle of Helm’s Deep (sætnummer 9474), The Mines of Moria (sætnummer 9473), The Tower of Orthanc (sætnummer 10237), The Lonely Mountain (sætnummer 79018), The Council of Elrond (sætnummer 79006) and An Unexpected Gathering (sætnummer 79003) inkluderet på listen "Six of the best Lego The Lord of the Rings and The Hobbit sets" af Lego-fansiden BrickFanatics.
I february 2023 blev Rivendell (sætnummer 10316) nævnt som "The biggest Lego sets of all time" af Brick Fanatics.